# Philadelphia Warriors 1958-1959
La stagione 1958-59 dei Philadelphia Warriors fu la 13ª nella NBA per la franchigia.
I Philadelphia Warriors arrivarono quarti nella Eastern Division con un record di 32-40, non qualificandosi per i play-off.

## Risultati
| Squadra               | V  | P  | %    | GB |
| --------------------- | -- | -- | ---- | -- |
| Boston Celtics C      | 52 | 20 | 72,2 | -  |
| New York Knicks       | 40 | 32 | 55,6 | 12 |
| Syracuse Nationals    | 35 | 37 | 48,6 | 17 |
| Philadelphia Warriors | 32 | 40 | 44,4 | 20 |

## Roster
| N° | Naz.                   | Ruolo | Sportivo          | Anno | Alt. | Peso \|\| |
| -- | ---------------------- | ----- | ----------------- | ---- | ---- | --------- |
| 5  | Stati Uniti (bandiera) | G     | George Dempsey    | 1929 | 188  | 86        |
| 6  | Stati Uniti (bandiera) | C     | Neil Johnston     | 1929 | 203  | 95        |
| 7  | Stati Uniti (bandiera) | GA    | Ernie Beck        | 1931 | 193  | 86        |
| 9  | Stati Uniti (bandiera) | AC    | Joe Graboski      | 1930 | 201  | 88        |
| 11 | Stati Uniti (bandiera) | GA    | Paul Arizin       | 1928 | 193  | 86        |
| 12 | Stati Uniti (bandiera) | GA    | Andy Johnson      | 1932 | 196  | 98        |
| 14 | Stati Uniti (bandiera) | AC    | Woody Sauldsberry | 1934 | 201  | 100       |
| 15 | Stati Uniti (bandiera) | GA    | Tom Gola          | 1933 | 198  | 93        |
| 16 | Stati Uniti (bandiera) | A     | Guy Sparrow       | 1932 | 198  | 99        |
| 17 | Stati Uniti (bandiera) | G     | Jack George       | 1928 | 188  | 86        |
| 18 | Stati Uniti (bandiera) | A     | Lennie Rosenbluth | 1933 | 193  | 86        |
| 20 | Stati Uniti (bandiera) | G     | Vern Hatton       | 1936 | 191  | 88        |
| 20 | Stati Uniti (bandiera) | G     | Phil Rollins      | 1934 | 188  | 84        |
| 25 | Stati Uniti (bandiera) | G     | Guy Rodgers       | 1935 | 183  | 84        |

## Staff tecnico
- Allenatore: Al Cervi